# 格奥尔格·菲利普·泰勒曼
格奥尔格·菲利普·泰勒曼（德語：Georg Philipp Telemann，德語發音：[ˈɡeːɔʁk ˈfiːlɪp ˈteːləman]；1681年3月24日［儒略曆3月14日］—1767年6月25日），德国巴洛克时期作曲家，多种乐器演奏家，是當時德国最著名、最受歡迎的作曲家之一。他的創作力旺盛，作品數量驚人，他的音乐融合了法国、意大利和德国的民族风格，有时甚至受到波兰流行音乐的影响。他始终站在所有新音乐潮流的前沿，他的音乐是晚期巴洛克风格和早期古典风格之间的重要纽带。

## 生平

### 早年（1681–1712）
1681年，泰勒曼出生於神聖羅馬帝國馬德堡。他的家庭並不是一個顯赫的音樂家族，只有曾祖父曾在Halberstadt擔任指揮。他的父亲海因里希（Heinrich）是圣灵教堂（Heilige-Geist-Kirche）的执事，在泰勒曼四岁时去世，留下妻子一人管教子女。
泰勒曼在10歲的時候開始接觸音樂，幾乎可以說完全是靠自學（只跟著當地的管風琴師學過兩星期的課）。尽管母亲和亲戚反对，禁止他的任何音乐活动，但泰勒曼私底下学习作曲，甚至在12岁时就创作了一部歌剧，並擔任校內的音樂代課老師。
但是這項才能卻不被他的家人認同，他的母親害怕他將來會以音樂家作為職業，便把他的樂器全部沒收。在马格德堡和采勒费尔德的学校学习之后，在1697年，他被送到位于希尔德斯海姆的著名的Gymnasium Andreanum学校学习，他的音乐才华蓬勃发展，还得到了校长的支持。他還學會了管風琴、小提琴、雙簧管、長笛、直笛、排簫、低音提琴等樂器，大多數都是無師自通的。
1701年畢業後，在母親的堅持下，20歲的泰勒曼來到萊比錫大學，計劃學習法律。然而他違背了母親的意願，最終成為了一位職業音樂家，定期为圣尼古拉教堂甚至圣多马教堂创作作品。1702年，他成为布吕尔市歌剧院歌剧院的导演，后来成为新基什音乐厅的音乐总监。泰勒曼为莱比锡贡献了丰富的新音乐作品，包括几部歌剧，其中一部是他的第一部主要歌剧《日耳曼尼库斯》。
1709年，他与普罗姆尼茨伯爵夫人和音乐家丹尼尔·埃伯林的女儿阿玛莉·路易丝·朱莉安·埃伯林（Amalie Louise Juliane Eberlin）结婚。他们的女儿于1711年1月出生。不久后，泰勒曼的母亲去世，使他沮丧和心烦意乱。

### 法蘭克福时期（1712–1721）
不到一年后，他找到了另一個職位，成為聖凱瑟琳教堂的音樂總監，並於1712年3月18日搬到法蘭克福，當時他剛滿31歲。
1714年8月28日，在他的第一任妻子去世三年后，泰勒曼與法兰克福市议会书记员的女儿玛丽亚·凯瑟琳娜·特克斯（Maria Catharina Textor）结婚。他们最终有了九个孩子。

### 汉堡时期（1721–1767）
1740年至1750年間，泰勒曼的創作力有減退的跡象，這可能是因為他正在準備撰寫出版音樂理論叢書，或者迷上了當時在漢堡風行的一種異國風情花草栽種的緣故。1755年，74歲的泰勒曼又恢復成往日的量產型作曲家，不間斷的創作，直到86歲逝世為止。
以作曲家而言，泰勒曼打破了宗教音樂與世俗音樂的藩籬，使得音樂家服務的對象不再侷限於教會或貴族。藉著定期舉辦公開的演奏會，將音樂推廣遍及一般的平民百姓，讓喜愛音樂的人有機會聽到不同類型的樂曲，其中也包括在特殊場合才聽得到的音樂。並且運用自己的法律專業，為剛起步的出版業制定了較健全的音樂版權法令規範。

## 重新評價
泰勒曼是有史以來最多產的主要作曲家之一：據估計，他的全部作品包括超過3000首，其中大部分的作品自泰勒曼去世以來一直沒有演出過，至今有一半已經遺失。在18世紀後半葉，泰勒曼得到了同事和評論家的高度評價。他的作品不僅在德國，而且在歐洲各地都受到歡迎。約翰·塞巴斯蒂安·巴赫與格奥尔格·弗里德里希·韩德尔都受其影響，且泰勒曼也與兩人交情匪淺，他同時還是巴哈之子卡爾·飛利浦·愛馬努埃爾·巴哈的教父。
直到二战后，对泰勒曼作品的系统研究才开始。频繁的论文发表对音乐史的评估发生了转变。1952年汉斯·约阿西姆说：“几年前他还只是作品平庸的多产作曲家，作品数甚至超过了巴赫和亨德尔的总和。他应该得到荣耀，甚至能对门上的标签进行谱曲。现在因为许多作品的出版，他成为了那个时代，仅次于巴哈和亨德尔的，令人感兴趣的大师。”

## 作品
泰勒曼於1733年創作的《宴席音乐》（又譯《餐桌音樂》），被後世認為是與巴哈《布蘭登堡協奏曲》齊名的鉅作。這部作品由三組套曲所組成，顧名思義是作為貴族用餐時的背景音樂，泰勒曼運用不同的樂器編制與組合，使樂曲更富變化與趣味，在當時非常受歡迎。